# غاستون غلوك
غاستون غلوك (بالألمانية: Gaston Glock)‏ (و. 1929  م) هو مهندس، ومخترع، ومصمم نمساوي، ولد في فيينا. وهو مؤسس شركة غلوك التي صنعت المسدس المعروف غلوك.

## الوفاة
توفي غاستون غلوك في 27 ديسمبر 2023 عن عمر ناهز الرابعة والتسعين.